# Мазурин, Алексей Алексеевич
Алексе́й Алексе́евич Мазу́рин (1772 — 29 июня (11 июля) 1834) — русский купец, основатель одной из самых значительных московских купеческих династий XIX века. Потомственный почётный гражданин, купец первой гильдии, московский городской голова в 1828—1831 годах.

## Биография
Алексей Мазурин родился в семье серпуховского купца. В 1795 году его записали в московское купечество. 23-летний Алексей приехал из Серпухова в Москву вместе с тремя братьями — 27-летним Дмитрием, 19-летним Семёном и 15-летним Иваном.
Алексей Мазурин был купцом первой гильдии, потомственным почётным гражданином, ратманом московского магистрата в 1807—1809 годах, заседателем совестного суда (1821), членом учётной конторы (1816—1818).
В 1810-х годах владел бумажной фабрикой в Москве, торговал «пряженой английской бумагой». В 1818 году баллотировался на должность директора Московской конторы Государственного коммерческого банка.

## Деятельность на посту городского головы
7 декабря 1827 года Мазурина избрали московским городским головой, а 12 декабря 1828 года утвердили на этой должности. Во время его председательства в 1828 году введены новые штаты Дома московского городского общества. Мазурин поднял вопрос о восстановлении полномочий Общей думы как непосредственного руководителя действиями её исполнительного органа — Шестигласной думы. При нём в 1830 году закончено восстановление Гостиного двора.
В 1828 году городской голова Мазурин на собрании Товарищества собственников, которые имели магазины и амбары в Гостином дворе, высказался так:
Неоспоримо, что в Москве сосредоточена вся российская торговля, что Москва для нашей империи является магазином как отечественных, так и всех чужеземных изделий; что от её оптовых торговцев преимущественно зависит повышение и понижение цен на все товары вообще в России и её влияние на коммерцию ощутимо даже и во многих иностранных государствах.
В июне 1829 года в записке эконому Московского коммерческого училища Алексей Мазурин как городской голова отмечал, что «необходимо войти во все подробности внутреннего по дому училища распоряжения, так же и экономии, пытаться всячески заботиться о введение строгой экономии, которую возможно было бы достичь, чтобы назначаемая на содержание училища сумма в 15 тысяч рублей была достаточной, потому что это желание всего Купеческого общества». В ноябре того же года Мазурин в записке почётному опекуну училища князю Сергею Голицыну высказал пожелания купечества о пересмотре некоторых пунктов плана 1804 года, поскольку «истинное воспитание и обучение юношества не соответствует цели общества, по желанию которого это училище основано и содержится за счёт общества». Однако эти пожелания не были учтены правительством, а наоборот, следующие распоряжения ещё больше ограничили права Купеческого общества в руководстве коммерческим училищем.

## Семья
Мазурин владел домами в Мясницкой и Яузской частях Москвы. Был женат на Анне Фёдоровне (1783 или 1784—1843) — незаконнорождённой дочери графа Шереметева. В семье родились шесть сыновей и три дочери, в том числе:
- Николай Алексеевич (1799—?) — потомственный почётный гражданин.
- Фёдор Алексеевич (1800—?) — потомственный почётный гражданин, был женат на Александре Васильевне Перловой (1815-1885), дочери купца первой гильдии Василия Алексеевича Перлова.
- Сергей Алексеевич (1802—1850) — потомственный почётный гражданин, купец первой гильдии, был женат на Елизавете Владимировне Третьяковой (?—?), дочери купца Владимира Николаевича Третьякова (1780—1847).
- Василий Алексеевич (1808—?) — потомственный почётный гражданин.
- Пётр Алексеевич (06.09.1819[4]—?) — потомственный почётный гражданин.
- Алексей Алексеевич (1830—1885) — потомственный почётный гражданин, купец первой гильдии.
- Елизавета Алексеевна (1810—1858) — в замужестве Макарова-Зубачева, с 1828 года жена подполковника Карабинерного полка Ивана Николаевича Макарова-Зубачева. Завещала значительные средства на восстановление Иоанно-Предтеченского монастыря.
- Александра Алексеевна (1817—1885) — в замужестве княгиня Оболенская, жена историка-архивиста князя Михаила Андреевича Оболенского (1806—1873).
- Анна Алексеевна (1824—1866) — в замужестве светлейшая княгиня Грузинская, жена светлейшего князя Давида Багратовича Грузинского (1819—1888).

- Портрет Анны Фёдоровны Мазуриной работы Василия Тропинина,
1839 г. (ГЭ)
- Портрет Анны Фёдоровны Мазуриной работы Василия Тропинина,
1844 г. (ЛНХМ)
- Портрет княгини Александры Алексеевны Оболенской работы Василия Тропинина,
1845 г. (ГМИУ)
- Портрет княгини Анны Алексеевны Грузинской работы Сергея Зарянко,
1856 г. (НХМРБ)

## В живописи
Портреты Алексея Мазурина и его жены Анны написал Василий Тропинин. Оба портрета хранятся в Томском областном художественном музее. В Томск они поступили в 1929 году из Третьяковской галереи.
Сравнивая портрет Мазуриной с портретом графини Зубовой, искусствовед Елена Петинова отметила:

Купчиха Мазурина более доброжелательна. Портрет её, строже в колористическом плане, также относится к пластично-линеарному направлению. Он построен на основе уже знакомого принципа сопоставления затенённой массивной фигуры и ярко освещённого, скульптурно промоделированного лица. Тропинин нашёл здесь дополнительный эффект, определённо сопоставив монолитную фигуру Мазуриной, которая поглощает свет, и мелко вышитое прозрачное кружево воротника, рюшей её богатого повойника.

Относительно портретов Алексея Мазурина и современных ему купцов, то Елена Петинова заметила, что у Тропинина «такие работы уже потеряли генеалогическую связь с так называемым купеческим портретом и достаточно разнообразны по типу изображения».

## Ваганьковское кладбище
Алексей Мазурин скончался 29 июня (11 июля по новому стилю) 1834 года на 63-м году жизни, похоронен в Москве на Ваганьковском кладбище. Меньше чем через год, 22 апреля (2 мая) 1835 года на 37-м году жизни умер его сын Николай, которого похоронили возле отца.
После смерти мужа и сына Анна Фёдоровна поспособствовала тому, что в 1839 году на Ваганьковском кладбище был возведён ряд новых зданий (архитектор — Александр Элькинский). 10 июля 1839 года в каменном доме, расположенном с левой стороны от ворот кладбища, была открыта богадельню для 24 женщин старшего возраста. На её содержание Анна Мазурина внесла капитал в 30 тысяч рублей.
Умерла Анна Фёдоровна 19 (31) октября 1843 года на 60-м году жизни. Её похоронили на Ваганьковском кладбище возле мужа.
Впоследствии с ними похоронили обеих дочерей Мазуриных — княгиню Анну Алексеевну Грузинскую (ум. 10 (22) августа 1866 года), и княгиню Александру Алексеевну Оболенскую (ум. 16 (28) сентября 1885 года).